# Янар Даг

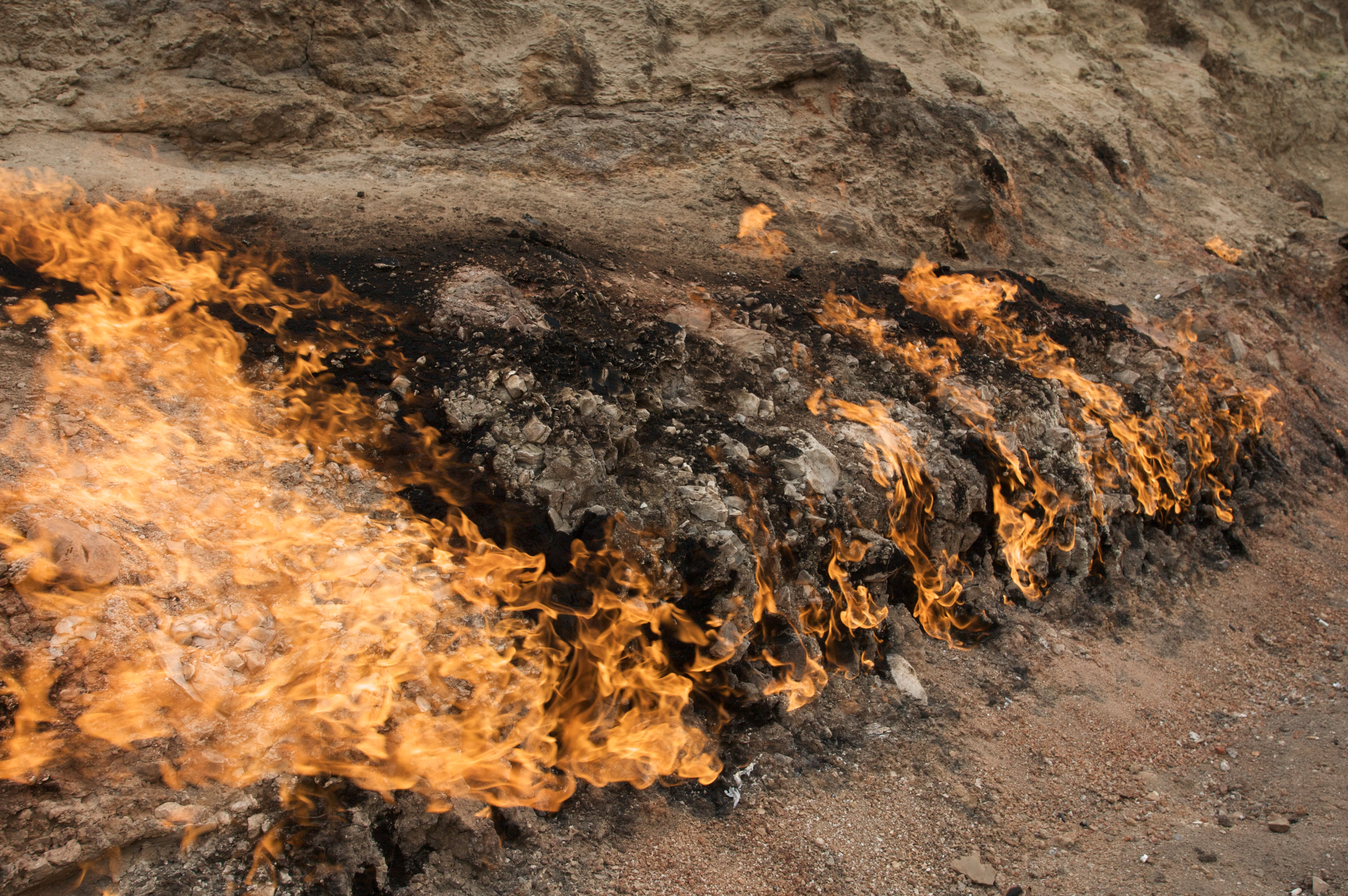
Природний вічний вогонь у Янар Даг, Азербайджан.

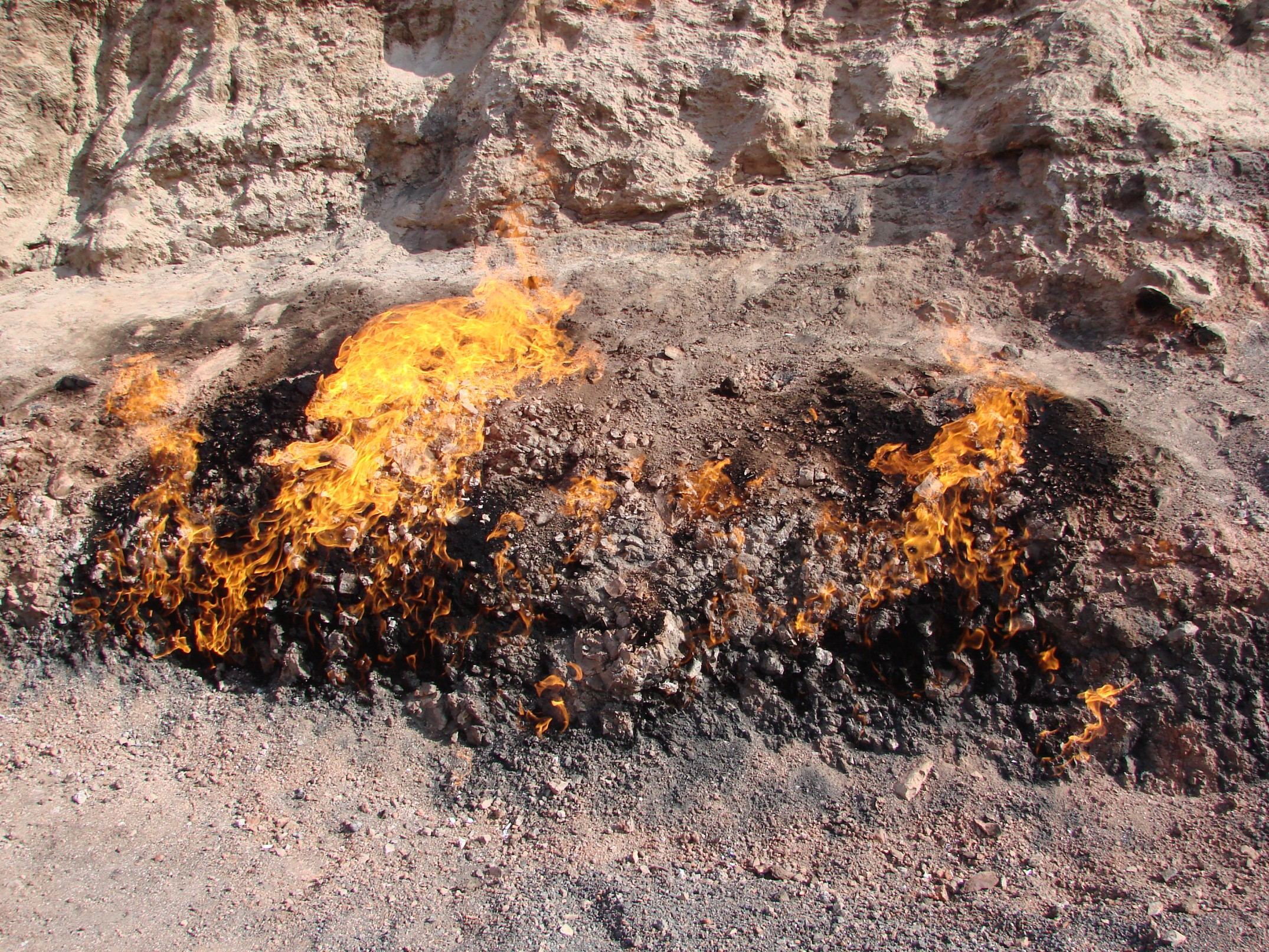
Янар Даг

Янар Даг (азерб. Yanar Dağ, палаюча гора) — природний вічний вогонь, який палає з найдавніших часів на схилі пагорба в Азербайджані.
Метрове полум'я приблизно десять метрів в ширину йде вгору з гребеня Янар Даг — вапнякового пагорба, розташованого недалеко від Баку на Каспійському морі Апшеронському півострові. Сьогодні є невелика кількість таких природних джерел спалювання газу у світі, більшість з них в Азербайджані. Природний вічний вогонь Янар Дагу обумовлений витіканням горючого природного газу з великого родовища під Апшеронським півостровом. Очевидно займання цього вогню сталося в давнину. Про нього повідомляє ще Марко Поло.
Ці пожежі найбільш яскраво видно в сутінках. Подібні вогні є об'єктом поклоніння прихильників зороастризму.